# Vesselowskya venusta
Vesselowskya venusta är en tvåhjärtbladig växtart som beskrevs av Rozefelds, R.W.Barnes & B.Pellow. Vesselowskya venusta ingår i släktet Vesselowskya och familjen Cunoniaceae. Inga underarter finns listade i Catalogue of Life.